# Reino Lombardo
O Reino Lombardo, (em italiano: Longobardia), foi um Estado que existiu na península Itálica a partir de 568, como resultado da conquista de grande parte da península pelos lombardos comandados por Alboíno, e durou até a conquista franca em 774. A conquista lombarda trouxe como consequência a divisão política da península Itálica, que permaneceria por três séculos com uma parte bizantina e uma parte lombarda.
Os lombardos foram uma das tribos que formavam os suevos e, durante o século I, viveram no norte da atual Alemanha e no baixo rio Elba. Ocasionalmente travaram batalhas com os romanos, mas parece que eram principalmente pastores e fazendeiros até o século IV. A situação mudou ao iniciar-se o período das grandes migrações de povos procedentes do leste. No final do século V, estabeleceram-se na região que hoje é a Áustria, no território anteriormente ocupado pelos rúgios. No começo do século VI, se estabeleceram na Panônia (hoje o oeste da Hungria), como federados autorizados pelo imperador Justiniano (r. 527–565). Nesta época, tinham começado a mudar sua organização tribal para outra forma liderada por duques e condes que comandavam bandos de guerreiros reunidos em um reino.

## O contexto social e político na península Itálica no século VI
Em 568, a península Itálica gozava catorze anos de paz após a terrível Guerra Gótica. Em 554, o imperador bizantino Justiniano tinha estendido à Itália a validade do Corpus Juris Civilis, anulando com isso os decretos dos últimos reis ostrogodos, durante a guerra, a favor das classes mais humildes para dar vigor à resistência anti-bizantina.
Justiniano tinha criado circunscrições com um iudex e um duque, a cargo, respectivamente, dos assuntos civis e da organização militar. A sede do governo bizantino estava inicialmente em Roma e depois em Ravena. Fora da jurisdição daquela que se tornou a Prefeitura pretoriana da Itália, estavam as províncias África, Sicília, Sardenha e Córsega e a Ilíria.
Junto com as tropas bizantinas, haviam chegado também os funcionários da eficiente burocracia justiniana, os quais junto com a paz e a ordem trouxeram a capacidade de cobrar impostos. A paz bizantina tinha um preço alto para a população: o poder dos grandes proprietários e pesados impostos. Assim se explica como os lombardos não encontraram uma grande resistência.

## A invasão da península Itálica
Em 560, o novo e enérgico lombardo rei Alboíno (r. 560/565–572) derrotou os vizinhos gépidas, os fez seus súditos e, em 566, casou-se com Rosamunda, filha do derrotado rei Cunimundo (r. 566/567). Na primavera de 568, Alboíno liderou os lombardos para invadir o norte da península Itálica. Os invasores não contavam com autorização de nenhuma espécie do imperador bizantino.
A 3 de abril de 568, dois dias após a Páscoa, Alboíno começou a cruzar os Alpes Julianos seguido de uma multidão. Junto aos lombardos havia também muitos de seus aliados saxões (vinte mil, segundo Paulo, o Diácono). Seguiam junto também pessoas de outras etnias anteriormente submetidas aos lombardos: gépidas, búlgaros, sármatas, panônicos, suevos, nóricos. Devem-se considerar também os rúgios e hérulos já assimilados aos lombardos. Havia também godos já residentes na Itália que decidiram apoiar o líder lombardo. Não eram apenas guerreiros: seguiam-nos mulheres e filhos numa massiva migração, que se estima em cerca de cento e cinquenta mil pessoas, número surpreendente para a época, considerando-se que a invasão dos ostrogodos no século anterior reuniu cerca de cem mil pessoas.
A primeira cidade importante a cair foi Fórum Júlio (atual Cividale del Friuli), no nordeste da península. Então Alboíno criou o primeiro ducado lombardo, o Ducado do Friul, onde ele entronizou seu sobrinho Gisulfo I do Friul. Logo Verona, uma das cidades mais caras a Teodorico, o Grande e Bréscia, que haviam sido sede das últimas resistências dos ostrogodos aos bizantinos, caíram em mãos lombardas. Verona torna-se o quartel-general dos lombardos ao sul dos Alpes. Cividale constituía um ponto estratégico de defesa para eventuais ataques vindos do leste e para uma eventual retirada rumo à Panônia.
Em seguida, outros ducados foram criados nas principais cidades do reino, solução em primeiro lugar militar: os duques lombardos eram em primeiro lugar comandantes, com o dever de completar o controle do território e protegê-lo de possíveis contra-ataques. Esta solução foi a semente da debilidade estrutural do poder monárquico lombardo.
No verão do ano seguinte (569), os lombardos conquistaram a principal cidade romana do norte da península, a ex-capital do império, Mediolano (atual Milão). A área estava então recuperando-se da Guerra Gótica, e o pequeno exército bizantino deixado para sua defesa não pôde fazer quase nada.
Após a conquista de Milão, a resistência bizantina começou a sentir-se: Ticino (atual Pavia) cairia somente em 572, após três anos de assédio, quando os lombardos já dominavam a Toscana e outros territórios ao norte da península.
Questiona-se hoje a razão da conquista ter-se efetuado tão rapidamente e com tão pouco resistência. A primeira teoria é que a Itália estava debilitada e os bizantinos, tendo a via de acesso terrestre pela Panônia impedida pelos ávaros, aliados dos lombardos, levaram algum tempo para reorganizar suas tropas. A segunda teoria pressupõe que os invasores teriam tido a preferência dos autóctones já cansados do mau governo dos prefeitos de Constantinopla. Em matéria religiosa, os lombardos eram mais tolerantes que os bizantinos. Em questão tributária, esperava-se dos lombardos apenas algumas taxas, diferente dos pesados tributos exigidos pelos governadores bizantinos. Deve-se recordar que após a Guerra Gótica, o ex-território ostrogodo estava muito empobrecido, especialmente o campo e esta situação era atribuída (quase sempre com razão) aos próprios bizantinos.
O prefeito pretoriano da Itália enviado pelo imperador Justino II (r. 565–578), Longino, pôde defender somente as cidades costeiras abastecidas pela poderosa frota bizantina. Pavia caiu depois de um sítio de três anos, em 572, tornando-se a primeira capital do novo Reino Lombardo. Nos anos seguintes, os lombardos penetraram mais ao sul, conquistando a Toscana e estabelecendo os ducados de Espoleto e Benevento, sob Zoto, os quais breve se tornaram semi-independentes e duraram mais que o reino do norte, sobrevivendo até o século XII. O Império Bizantino conseguiu manter o controle das áreas de Ravena e de Roma, ligadas por um fino corredor através de Perúgia.

## A organização do novo reino

Os domínios lombardos após a morte de Alboíno (572) e as conquistas de Faroaldo e Zoto (ca. 575)

Todo o território lombardo era dividido em 35 ducados. Tinham grande variedade de extensões: os quatro maiores foram o de Friul, o de Trento, de Espoleto e de Benevento.
Também tiveram notável importância os de Bérgamo, Ivrea e de Cápua. Os duques se estabeleceram nos centros urbanos, mas a maioria dos lombardos distribui-se por todo o território por eles ocupado.
Porém o domínio lombardo não resultou na formação de um novo Estado unitário: isso aconteceu só num segundo momento e de forma muito limitada, pois o Reino Lombardo, mesmo em seu máximo esplendor, sempre teve particularidades, como a ausência de um eficiente poder central e o caráter eletivo da monarquia.
A península Itálica nunca foi totalmente lombarda, mas sim dividida em duas partes que foram indicadas com os nomes Lombardia (isto é, terra dos lombardos) e Romania (isto é, terra dos romanos, ou seja bizantinos), as quais ainda hoje designam duas regiões italianas, a Lombardia e a Emília-Romanha. Nenhuma das duas parte possuía uma homogeneidade.
A partir do reinado de Autário, a administração das terras passou a se feita por meio de emissários chamados gastaldos ("gastaldi").
A subdivisão do reino, porém, junto com a indocilidade dos duques, privou o Estado de unidade, fazendo-o fraco mesmo em comparação aos bizantinos, especialmente depois que estes últimos começaram a se recuperar da invasão inicial. Esta fraqueza tornou-se mais evidente quando os lombardos tiveram que enfrentar o crescente poder dos francos. Em resposta a este problema, os reis tentaram centralizar o poder ao longo do tempo, mas eles perderam definitivamente o controle sobre os ducados de Espoleto e Benevento durante a tentativa.

## O rei Autário e a consolidação do Estado
Alboíno foi assassinado em 572 em Verona por um golpe liderado por sua esposa, que depois fugiu para os domínio bizantinos em Ravena.
O sucessor de Alboíno, Clefo, foi também assassinado, depois de um reinado de 18 meses. Após sua morte, começou um período de dez anos (Domínio dos Duques), durante os quais os duques não elegeram nenhum rei, e que foi um período de violência e desordem.
Em 584, ameaçados por uma invasão dos francos, os duques elegeram o filho de Clefo, Autário, como rei. Enquanto isso, Autário iniciou uma política de reconciliação interna e tentou reorganizar a administração real. Os duques reservaram metade de suas propriedades para a manutenção do rei e sua corte em Pavia, criando assim uma base econômica para o reino. Autário desenvolveu uma política interna para que seu povo deixasse de ser formado por bandos armados para transformar-se numa gens de forma a dar vida a um Estado. Outorgou-se o título Flávio inserindo-se assim na tradição que já incluía Odoacro e Teodorico, o Grande. Desta forma, os dominadores germânicos reivindicavam parentesco com a estirpe imperial dos Flávios para legitimar-se junto aos seus súditos romanos.
Na política externa, Autário trabalhou para desfazer a perigosa aliança entre os bizantinos e os francos.
Em 589, Autário desposou Teodolinda, filha do duque dos bávaros, Garibaldo I da Bavária. A católica Teodolinda foi amiga do papa Gregório I e trabalhou pela cristianização do reino.
Autário morreu em 590, provavelmente envenenado num complô palaciano, conforme relatado por Paulo, o Diácono. A sucessão ao trono foi decidida de maneira romântica: Foi a jovem rainha viúva Teoldolinda, bávara mas portadora de sangue dos letíngios, a escolher o herdeiro do trono e seu novo marido: o duque de Turim, Agilolfo. No ano seguinte (591), Agilofo recebeu a investidura pela assembleia dos lombardos reunida em Milão. A influência da rainha sobre a política de Agilolfo foi notável e as principais decisões são atribuídas a ambos. 
Agilofo combateu com sucesso os duques rebeldes do norte da península, conquistando Pádua (601), Cremona, e Mântua (603), e forçando o exarca de Ravena a pagar um tributo. Teodolinda reinou sozinha de 616 até 628, e foi sucedida por Adaloaldo. Este foi sucedido por Arioaldo, que tinha desposado a filha de Teodolinda, Gundeberga, cabeça da oposição ariana.

## Rotário e seus sucessores

Os domínios lombardos quando morreu Rotário (652).

Seu sucessor foi o duque de Bréscia, Rotário, considerado por muitos como o mais enérgico de todos os reis lombardos. Rotário estendeu os domínios lombardos, conquistou a Ligúria com sua capital Gênova bem como a cidade romana de Opitérgio (atual Oderzo), até então sob domínio bizantino. Obteve ainda uma grande vitória sobre os bizantinos no rio Panaro, na qual, segundo Paulo, o Diácono, teriam morrido oito mil "romanos" (o exército bizantino do Exarcado de Ravena). Porém Rotário não chegou a conquistar o exarcado, o que levanta dúvidas sobre a cifra.
Ele também publicou o famoso Édito de Rotário (643), que estabeleceu as leis e costumes de seu povo em latim, ainda que com barbarismos e imprecisões. É o mais antigo documento escrito pelos lombardos que chegou até nossos dias. Representou uma importante etapa no processo de abandono de sua língua em favor do latim, seja o culto, seja o vulgar.
Com a morte de Rotário, seu filho Rodoaldo o sucedeu em 652, ainda muito jovem, e foi morto pelo partido católico.
Com a morte do rei Ariberto I em 661, o reino foi dividido entre seus filhos Bertário, que estabeleceu sua capital em Milão, e Godeberto, que reinou de Pavia. Bertário foi destronado por Grimoaldo, filho de Gisulfo, duque do Friul e Benevento desde 647. Bertário juntou-se aos ávaros e depois aos francos. Grimoaldo trabalhou para recuperar o controle dos ducados e repeliu a última tentativa do imperador bizantino Constante II de conquistar o sul da península. Ele também derrotou os francos. Com a morte de Grimoaldo em 671, Bertário retornou e promoveu a tolerância entre arianos e católicos, mas ele não pôde derrotar o partido ariano, liderado por Arachi, duque de Trento, que submeteu somente seu filho, o filo-católico Cuniberto.
O reino de Hildebrando durou poucos meses e terminou com uma revolta encabeçada pelo duque Raquis. Os detalhes do episódio não são claros, sendo fundamental o testemunho de Paulo, o Diácono que termina com um panegírico na morte de Liuprando. Ildebrando havia sido consagrado rei em 737, durante grave doença de Liuprando, que não gostou do fato: Non aequo animo accepit, escreveu Paulo, o Diácono, embora ao restabelecer-se aceitou a escolha. O novo rei, ao menos inicialmente, teve o apoio da maior parte da aristocracia, se não daquela do grande monarca. O duque do Friul, que ascendeu ao seu posto, provinha de uma família com longa tradição de rebeliões ao poder central e de rivalidades com a família real, mas por outro lado, devia a vida e o título ducal a Liuprando, que o havia perdoado após ter descoberto um complô encabeçado por seu pai Pemone.

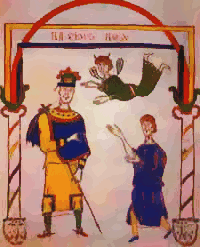
Raquis
Iluminura no Codex Matritensis Leges Langobardorum

Raquis foi um soberano fraco: tinha que de um lado conceder maior liberdade de ação aos demais duques, de outro prestar muita atenção para não exasperar os francos e, sobretudo, seu mordomo do palácio e rei de facto, Pepino, o Breve. Não podendo confiar na tradicional estrutura de apoio à monarquia lombarda, buscou apoio nos gasíndios, isto é, a pequena nobreza deixada ao rei por pactos de proteção, e sobretudo nos romanos, isto é, nos súditos não lombardos. Esta sua inovação do antigo costume, ao lado da aproximação pública filo-latina (casou-se com uma mulher romana, Tássia, e com rito romano; adotou o título de príncipe em lugar do tradicional rex langobardorum) trouxe-lhe inimizades maiores na base dos lombardos, o que o obrigou a buscar uma total mudança de direção, com um ataque surpresa às cidades da Pentápole. O papa, porém, o convenceu a renunciar ao assédio de Perúgia. Depois desse fracasso, o prestígio de Raquis caiu e os duques elegeram como novo rei seu irmão Astolfo, que já o havia sucedido como duque do Friul e que agora, depois de uma breve luta, o obrigou a refugiar-se em Roma e por fim a tornar-se monge na Abadia de Monte Cassino.
O Reino Lombardo começou a recuperar o controle somente com Liuprando (rei a partir de 712]), filho de Ansprando e sucessor do brutal Ariberto II. Ele trabalhou para reconquistar um certo controle sobre os ducados de Espoleto e Benevento, e, tirando vantagem da desavença entre o Papa e o Império Bizantino com respeito à crise iconoclasta, anexou o exarcado de Ravena e o ducado de Roma. Ele também apoiou o general franco Carlos Martel no combate aos árabes.

## A expansão e declínio do reino sob Astolfo

Domínios lombardos, após as conquistas de Astolfo (751)

Astolfo foi a expressão da corrente mais agressiva dos duques, que recusava um papel ativo da componente românica da população. Por sua política expansionista, porém, teve que reorganizar o exército de modo a incluir, ainda que na posição subalterna de infantaria ligeira, todos os componentes étnicos do reino. Todas as pessoas livres do reino estavam obrigadas ao serviço militar, fossem de origem romana ou lombarda. As normas militares emanadas de Astolfo citam muitas vezes os comerciantes, indicação de como a classe havia se tornado relevante.
Em 750, Astolfo obteve significativos sucessos militares. Conquistou Comacchio e Ferrara, posições-chave na parte setentrional do Exarcado de Ravena. No verão de 751, conquistou a própria cidade de Ravena, até então o centro real e simbólico do poder bizantino na Itália. Lá Astolfo demonstrou como pretendia respeitar a cidade e sua igreja. Assim como o palácio real em Pavia, o antigo palácio do exarca de Ravena tornou-se um lugar de igual prestígio como símbolo do Estado. O rei fez cunhar em Ravena moedas com sua imagem redesenhada ao estilo bizantino. Ficou claro que Astolfo não desejava integrar o Exarcado de Ravena ao Reino Lombardo, antes, como a posse da sedes imperii, carregada de tradições, queria tornar-se, para os romanos ainda submetidos à dominação bizantina, o sucessor legítimo do imperador e de seu exarca. Com a mesma linha política, em 752, Astolfo exigiu do novo papa Estevão II um tributo de um soldo de ouro para cada habitante do Ducado de Roma e que fosse reconhecida sua jurisdição sobre Roma e sobre os territórios dela dependentes, o que o teria colocado numa posição imperial. O papa não aceitou apesar da pressão de Astolfo, que chegou a tomar o importante castelo de Ceccano. O rei, que ostentava sua posição de católico, hesitou em atacar frontalmente a própria cidade de Roma. Enquanto isso, na Lombardia Menor, Astolfo conseguiu impor seu domínio sobre o Ducado de Espoleto e, indiretamente, sobre o Ducado de Benevento, aumentando a pressão sobre os domínios papais.
A pressão sobre o papa não deixou indiferentes seus aliados francos. Na Gália, a igreja franca havia se tornado uma igreja nacional, e submissa à autoridade papal.
Falhadas as negociações entre Astolfo e o papa, este pede apoio ao soberano franco Pepino que invadiu os domínios lombardos e infligiu uma pesada derrota a Astolfo que é obrigado a ceder ao papa os territórios do exarcado de Ravena. Os enviados bizantinos tentaram, sem sucesso, fazer o exarcado retornar ao domínio imperial, mas este ficou em poder do papa. Assim, o domínio bizantino sobre a Itália praticamente desapareceu, enquanto aumentou o poder do papa e os lombardos ficaram humilhados pela derrota frente aos francos.

## O fim do Reino Lombardo da Itália

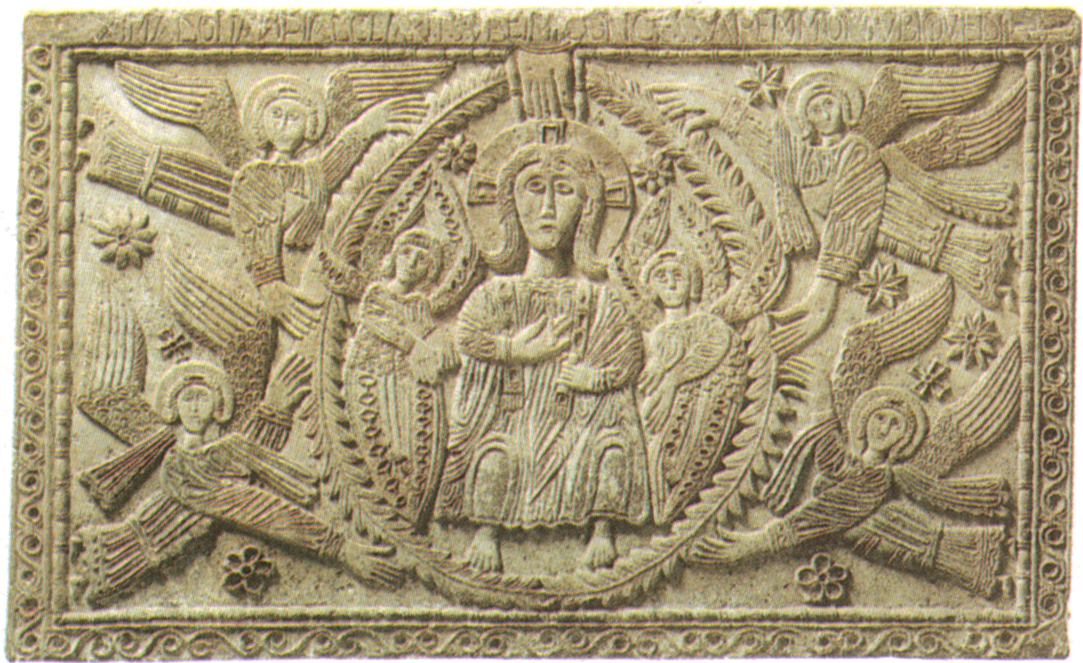
Painel do "Altar do duque Raquis", em Cividale del Friuli

Após a morte de Astolfo, seu irmão Raquis deixou a Abadia de Monte Cassino, dirigiu-se ao norte e instalou-se no palácio real em Pavia, reivindicando o trono. Teve reconhecimento na Itália setentrional, porém no sul Desidério, que vinha de Bréscia enviado por Astolfo para controlar a situação, aspirava ao trono e teve o apoio de suas tropas. Obteve o apoio do papa Estevão II e de Pepino com a promessa de respeitar os acordos firmados por Astolfo. O papa perdoou Raquis e ele retornou ao monastério, deixando o caminho livre para Desidério coroar-se rei.
Com o papa Paulo I, Desidério evitar devolver todos os territórios conquistados o que foi tolerado pelo papa em vista da debilidade de seu aliado franco Pepino naqueles tempos.
Com a ascensão de Carlos Magno ao trono dos francos e Adriano I ao papado, a situação mudou para Desidério. Ante a recusa do rei lombardo a cumprir todos os acordos de devolução de territórios ao papa, este pediu ajuda a Carlos Magno que em 773 passou a Páscoa em Roma e depois atacou Pavia conquistando-a. Desidério e sua mulher Ânsia foram aprisionados e Carlos Magno proclamou-se Grazia Dei rex Francorum et Langobardorum, embora não não se saiba se tenha havido uma eleição formal nesse sentido. No novo título, ficava implícito que o Reino Lombardo continuava a existir, embora naquele momento em uma união pessoal com o reino franco. Porém nos anos seguintes, parte dos domínios lombardos ficou submetido aos francos e parte ao império germânico medieval.
Os francos tampouco conseguiram submeter o Ducado de Benevento, nem os principados de Cápua e de Salerno que conservaram sua independência segundo a tradição lombarda. Estes, situados na interseção entre os interesses bizantinas, imperiais e árabes, mantiveram-se independentes até a segunda metade do século XI, quando caíram devido à conquista normanda do sul da Itália.

## Estados lombardos depois da queda do reino

Península Itálica - Ano 1000

Embora o Reino Lombardo, centrado em Pavia, no norte, tenha caído sob o domínio de Carlos Magno, o território controlado pelos lombardos ao sul dos Estados Papais, a Lombardia Menor, nunca foi subjugado pelo rei dos francos ou por seus descendentes.
Em 774, o duque Arequis II de Benevento, cujo ducado tinha apenas nominalmente estado sob a autoridade real, embora certos reis tenham seu poder ser efetivo no sul, declarou a si mesmo príncipe, efetivamente independente. Ele tentou reivindicar o Reino Lombardo, mas sem apoio e sem chances de coroação em Pávia.
Carlos Magno veio ao sul com um exército, e seu filho Luís o Pio com outros, para forçar o duque de Benevento a submeter-se, mas sua submissão e promessas nunca foram cumpridas e o ducado ficou de facto independente. Em 839, o duque Sicardo de Benevento foi assassinado por Radelquis I de Benevento, que dividiu o ducado. O irmão de Sicardo, Siconulfo foi declarado príncipe em Salerno e uma guerra civil de dez anos irrompeu, encerrada somente com a divisão permanente do principado pelo imperador Luís II. Então passaram a haver dois estados lombardos no Mezzogiorno.
O Estado independente de Salerno inspirou o príncipe de Cápua , sob Landulfo I de Cápua, a buscar a independência e, pelo final do século, eles estavam ainda em luta entre eles. Os estados de Cápua e Benevento foram unidos pela conquista, em 910, e novamente separados em 982, com a morte de Pandulfo Cabeça de Ferro. O diminuído principado de Benevento logo perdeu sua independência para o papado e sua importância diminuiu até ser absorvido pelos normandos que, chamados primeiro pelos lombardos para combater os bizantinos pelo controle da Apúlia e Calábria (sob Melo de Bari e Arduíno, o Lombardo, entre outros), tornaram-se rivais pela hegemonia no sul.
Os normandos, provenientes do ducado da Normandia surgido no início do século X — portanto já profundamente cristianizados e com cultura francesa — estavam se inserindo no sul da Itália, primeiro como peregrinos, depois como aventureiros e mercenários, por fim com ambições mais altas, nesse confuso quadro político.
O Principado de Salerno teve sua idade de ouro sob Guaimário III de Salerno e Guaimário IV de Salerno, mas sob Gisulfo II de Salerno, encolheu. O normando Roberto Guiscardo, que havia desposado a irmã de Gisulfo, Sigelgaita, finalmente conquista Salerno, depois de longo assédio, em 1076.
O principado de Cápua foi arduamente disputado durante o reino do odiado Pandulfo de Cápua, o Lobo de Abruzos, e, sob seu filho, caiu, quase sem contestação, sob o normando Ricardo I de Aversa (1058). Os capuanos revoltaram-se contra os normandos em 1091, expulsando o neto de Ricardo, Ricardo II de Cápua e coroando Lando IV de Cápua. Cápua foi novamente colocada sob o governo normando pelo Sítio de Cápua de 1098 e a cidade rapidamente declinou em importância sob uma séria de governantes normandos ineficazes.
O Ducado de Benevento tornou-se definitivamente parte dos Estados Papais em 1077. 
O status de independência destes estados lombardos é geralmente atribuída à habilidade de seus governantes em trocar de suseranos à sua vontade. Frequentemente vassalos legais do Papa ou do imperador (o bizantino ou o Sacro Romano), eles foram os reais donos do poder no sul até que seus aliados normandos superassem seu poder. Certamente os lombardos consideravam os normandos bárbaros e os bizantinos como opressores, considerando sua própria civilização como superior, eles de fato criaram o ambiente para a famosa Escola Médica Salernitana.

## Religião

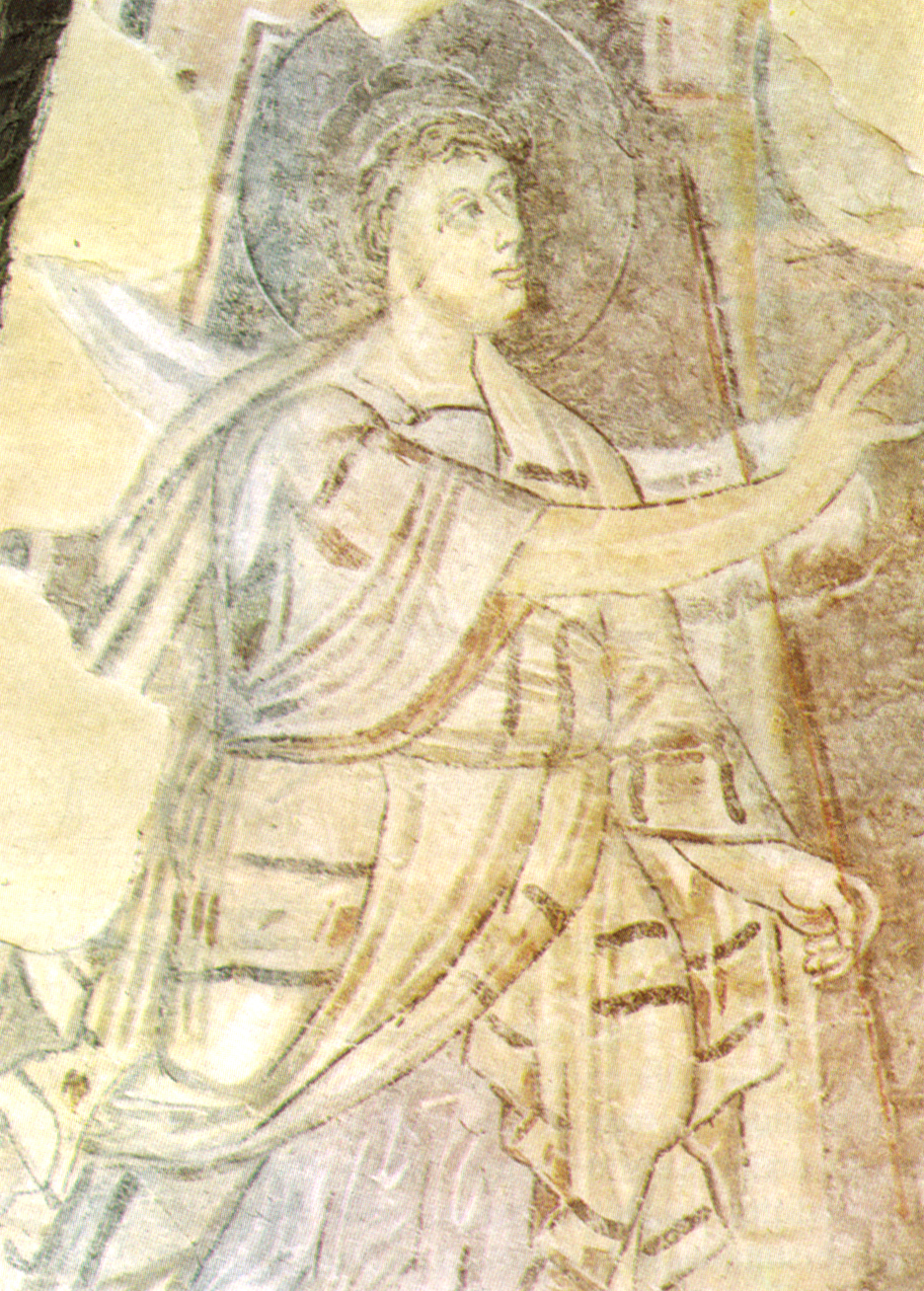
Anúncio a Zacarias
Afresco na igreja de Santa Sofia, Benevento, séculos VII-IX

Quando entraram na península Itálica em 568, os lombardos eram, em sua maioria, cristãos arianos. A conversão dos lombardos ao cristianismo na sua forma ariana teve, como ocorreu com outros povos germânicos, teve motivações políticas e culturais, pois o cristianismo ariano se adaptava melhor à mentalidade germânica. Porém, diferente dos godos, que adotaram o cristianismo com profundidade devido à tradução dos textos sagrados, entre os lombardos a conversão foi superficial. Na prática, os lombardos permaneceram pagãos até a conversão ao catolicismo, no fim do século VII e mesmo depois. Até então os lombardos se dividiam entre católicos, arianos e adeptos do cisma tricapitolino.
A resistência inicial dos lombardos ao cristianismo permitiu a continuidade de ritos e costumes pagãos ao longo do tempo. Gregório Magno, em seus "Diálogos" cita duas cerimônias: uma superficialmente e outra se refere à imolação de uma cabeça de cabra, uma dança e um canto sagrado. Entre os germânicos era costume sacrificar animais e usar o crânio em seus rituais; a cabra era portanto ligada ao culto de Thor.
Outro aspecto muito importante é que os lombardos, em grande parte pagãos, encontraram povos no interior da península Itálica que eram cristãos recentes e tinham uma vida religiosa com muitos traços de paganismo. É provável que o paganismo dos lombardos e o das populações locais tenham se influenciado reciprocamente.
Um aspecto da herança recebida dos cavaleiros nômades orientais, na esfera simbólico-religiosa é aquela das pericae, derivada de insígnias portadas em batalhas por esses povos e que constituíam-se de longas hastes com uma figura de um pássaro no topo. Na cultura lombarda, as perticae eram a mesma coisa tendo em cima uma pomba: quando uma pessoa morria longe de casa e perdida em batalha, não se podia realizar o enterro. Nesse caso, os familiares plantavam no local da sepultura uma dessas hastes com a pomba orientada em direção onde se supunha que tenha ficado o falecido.
Outros traços de rituais pré-cristãos se encontram no relato da coroação do rei Hildebrando, ocorrida em 735 fora dos muros de Pavia, próximo à igreja Santa Maria ad Perticas. O local havia sido um antigo cemitério pagão lombardo que ainda mantinha suas funções, agora como cemitério cristão. Durante a coroação, um pássaro pousou sobre o bastão real apenas colocado na mão do novo rei, o que foi visto como um mau sinal ao novo soberano, que de fato não chegou realmente a governar.

## Juízo historiográfico

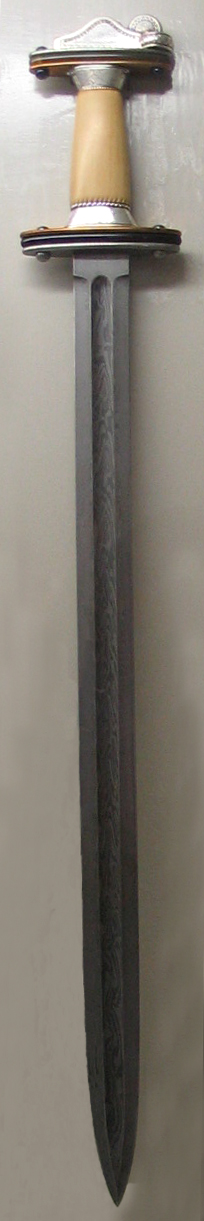
Espada lombarda (reconstrução) - Museu Cívico Arqueológico de Bérgamo

A época do Reino Lombardo foi, sobretudo na Itália, por muito tempo desvalorizada como reino da barbárie  nos plenos "séculos escuros". Um período de confusão e dispersão, marcado por ruínas abandonadas de um passado glorioso e ainda em busca de uma nova identidade, como testemunham os versos de Alessandro Manzoni em "Adelchi":
| “ | Dos átrios muscosos, dos fóruns cadentes dos bosques, das estridentes forjas flamejantes dos sulcos banhados do suor do servo uma mutidão de repente se levanta | ” |

O economista Giorgio Ruffolo, retomando o juízo sobre os lombardos de Gabriele Pepe  fala em termos pouco elogiosos: "Digamos a verdade: à Itália, talvez por uma estranha lei de compensação, tocam, em definitivo, os bárbaros menos inteligentes e mais rudes da Europa. Totalmente incapazes de fundir-se com os povos vencidos, criadores de porcos e caçadores natos, totalmente incapazes de trabalhos produtivos, gente primitiva sem ideais, sem poesia, sem leis, sem riqueza, sem pátria (brigavam entre eles, traindo-se continuamente), foram para a Itália uma verdadeira maldição. Marcaram o século mais infeliz de nossa história". 
Sergio Rovagnati chega a definir o perdurante preconceito sobre os lombardos "uma espécie de damnatio memoriae, comum àquela frequentemente reservada a todos os protagonistas das invasões bárbaras.
As linhas historiográficas mais recentes, porém, têm amplamente reavaliado a era lombarda da História da Itália. O historiador alemão Jörg Jarnut pontualizou o conjunto de elementos que constituíram a importância histórica do Reino Lombardo. À separação entre a Lombardia Maior e Lombardia Menor deve-se a bipartição histórica da Itália que fez, por séculos orientar o norte em direção à Europa centro-ocidental e o sul, em vez disso, em direção à área mediterrânea, enquanto o direito lombardo condicionou, por longo tempo o sistema jurídico italiano, de forma que não foi abandonado nem mesmo depois da redescoberta do direito romano, entre os séculos XI e XII. Ampla foi a contribuição da língua lombarda à formação da língua italiana, que justamente nos séculos do domínio lombardo maturava sua separação do latim vulgar para assumir forma autônoma.
No que concerne ao papel dos lombardos no meio da nascente Europa, Jarnut evidencia  que, depois do declínio do reino dos visigodos e durante o período de debilidade do reino dos francos na época merovíngia, Pavia estava a ponto de assumir uma função de liderança para o Ocidente. Depois de haver determinado, separando grande parte da Itália do domínio bizantino, a definitiva linha de fronteira entre o ocidente latino-germânico e o oriente greco-bizantino; a despedaçar bruscamente a ascensão europeia dos lombardos interferiu porém o fortalecimento do reino franco sob Carlos Magno, que infligiu aos últimos soberanos lombardos as derrotas definitivas. À derrota militar, todavia, não correspondeu uma anulação do elemento lombardo: Claudio Azzara afirma que "a própria Itália carolíngia se configurou, na realidade, como uma Itália lombarda, nos mecanismos constitutivos da sociedade e na cultura"